# شوتو إينابا
شوتو إينابا (باليابانية: 稲葉 修土) (مواليد 29 يونيو 1993) هو لاعب كرة قدم ياباني.

## وصلات خارجية
- شوتو إينابا على موقع رابطة كرة القدم اليابانية للمحترفين (اليابانية)
- شوتو إينابا على موقع قاعدة بيانات كرة القدم.إي يو (الإنجليزية)
- شوتو إينابا على موقع Soccerway.com (الإنجليزية)
- شوتو إينابا على موقع عالم كرة القدم.نت (الإنجليزية)